# صفوة (ممثلة)
صفوة (31 مارس 1968 -)، ممثلة وراقصة مصرية. بدأت حياتها كراقصة حتى قامت بأداء دور الراقصة في بعض الأفلام، ثم اعلنت اعتزالها الرقص وتفرغت للتمثيل.

## أعمالها

### المسلسلات
- أماكن في القلب (2005)
- مذكرات حرامي (2009)
- السبع وصايا (2014)

### المسرحيات
- قاعدين ليه ؟ (2005)
- حودة كرامة (1997)

### فيلموجرافيا
- هز وسط البلد (2015)
- هي فوضى (2007) لعبت فيه دور سمية
- دم الغزال (2005)
- حارة البنات (2005)
- سلام مربع للستات (2003)
- معالى الوزير (2002)
- الرغبة (2002)
- أرض الخوف (2000)
- جنة الشياطين (2000)
- أمواج الغضب (1999)
- امرأة هزت عرش مصر (1995)

## روابط خارجية
- صفوة على موقع الدهليز
- صفوة على موقع قاعدة بيانات الأفلام العربية